# Orsk
Orsk (russisk: Орск, tr. Orsk) er en by i Orenburg oblast i Den Russiske Føderation], der ligger på steppen omkring 100 km syd for den sydligste udløber af Uralbjergene. Byen strækker sig på begge sider af Uralfloden. Da denne flod betragtes som grænsen mellem Europa og Asien, kan Orsk siges at ligge i begge kontinenter. Orsk har 187.517 (2024) indbyggere, og et areal på 621.33 km², hvilket placerer den som en af ti russiske byer med størst areal.

## Geografi
Byen er placeret, hvor Uralfloden bugter sig fra syd mod vest, ved udmundingen af Or-floden fra sydøst (heraf bynavnet). Byen var en del af Orenburg-linjen af forter.
Ad landevejen ligger Orsk ca. 780 km syd for Jekaterinburg, ca. 290 km øst for Orenburg og 1800 km øst for Moskva, ca. 1200 km vest for Astana og ca. 980 km nord for Bajkonur.

### Klima
Orskas klima er tempereret fastlandsklima, med kolde vintre for breddegraden og varme somre. I løbet af året falder kun 322 mm nedbør, hvilket er mindre end halvdelen af nedbøren i Moskva.

## Historie
Orsk blev grundlagt den 15. august 1735  som en fæstning af de russiske zarer. Indtil 1835 havde fæstningen karakter af en grænsepost og grænsekontrol for Det Russiske Kejserrige. Efter 1835 blev den russiske grænse flyttet længere mod øst. Orsk bevarede imidlertid status som en vigtig transitstation mod Centralasien. Fra 1858 var der et indlæg vej, fra 1905, en jernbane hovedlinien i de russiske byer via Orsk til Tasjkent. 1861 mistede Orsk den formelle status en militær fort, men udviklede sig mere og mere som en Kosak bosættelse, og havde på det tidspunkt næsten 2.000 indbyggere.
I 1865 fik Orsk bystatus, og byen blev en vigtig markedsplads med husdyrsmarked og økonomisk center indtil slutningen af 1800-tallet. Inden for få årtier voksede befolkningen til omkring 14.000 (1923).
Byens industrille udvikling indledtes i 1930'erne og styrkedes under anden verdenskrig som følge af evakueringen af den sovjetiske industri fra de tyske invasionsstyrker. Nye kvarterer opstod, og Orsk blev en storby.

### Befolkningsudvikling
| År   | Indbyggere |
| ---- | ---------- |
| 1897 | 14.016     |
| 1926 | 13.581     |
| 1939 | 66.345     |
| 1959 | 176.214    |
| 1970 | 225.314    |
| 1979 | 246.667    |
| 1989 | 270.711    |
| 2002 | 250.963    |
| 2010 | 239.800    |

Note: Data fra folketællinger

## Administrativ status
Sammen med otte landbyer udgør Orsk den administrative enhed Orsk bymæssige okrug. Byen er opdelt i tre rajoner: Leninskij, Oktjabrskij og Sovetskij.